# Hélène 2012
 (septembre 2012).
Si vous disposez d'ouvrages ou d'articles de référence ou si vous connaissez des sites web de qualité traitant du thème abordé ici, merci de compléter l'article en donnant les références utiles à sa vérifiabilité et en les liant à la section « Notes et références ».
Albums de Hélène Rollès
Tourner la page
(2003) Hélène
(2016)
Singles
1. Les mystères de l'amour
Sortie : Mai 2011
2. C'était à toi que je pensais
Sortie : Janvier 2012
3. Robin des bois
Sortie : Avril 2012

Hélène 2012 est le huitième album studio de la chanteuse Hélène Rollès.

## Historique
Le CD est sorti le 6 janvier 2012 chez JLA Disc et le 21 mai 2012 chez Universal Music sous forme d'un double CD comprenant une compilation Best of de 16 tubes remasterisés sur un deuxième CD.
Le premier extrait de l'album est le générique de la série Les Mystères de l'amour dont Hélène Rollès est l'héroïne, diffusée sur TMC et IDF1. L'album comprend 12 titres inédits dont 2 chansons en version acoustiques enregistrées lors du concert d'Hélène aux Folies Pigalle (Que du vent et C'est comme ça).
Avec cet album, Hélène Rollès se produit pour la première fois sur la scène de l'Olympia les 6 et 7 janvier 2012, ainsi qu'au Divan du Monde le 11 février 2012 et aux Folies Pigalle le 29 mai 2012.
En France, l'album se vendra à 26 000 exemplaires.

## Liste des chansons

### Disque principal
1. Le temps de nos 16 ans
2. C'était à toi que je pensais
3. Robin des bois
4. Parce que c'est toi
5. Les mystères de l'amour
6. Sur mon étoile
7. Les rois d'aujourd'hui
8. La terre ne comprend plus
9. Tous les "je t'aime"
10. La lune
11. Que du vent (version acoustique)
12. C'est comme ça (version acoustique)

### Compilation "Best Of"
1. Je m'appelle Hélène
2. Dans ses grands yeux verts
3. Pour l'amour d'un garçon
4. Peut-être qu'en septembre
5. Dans les yeux d'une fille
6. Le miracle de l'amour
7. Trop de souvenirs
8. Imagine
9. Sarah
10. Jimmy Jimmy
11. Marie
12. Amour secret
13. Méfie-toi des garçons
14. Toujours par amour
15. Je suis venue à Paris
16. À force de solitude

## Singles
- Mai 2011 : Les mystères de l'amour
- Janvier 2012 : C'était à toi que je pensais
- Avril 2012 : Robin des bois

## Crédits
- Paroles : Hélène Rollès / Jean-François Porry
- Musiques : Hélène Rollès / Jean-François Porry / Gérard Salesses

Pour Tous les « Je t'aime » et La Lune, musiques de Hélène Rollès et Pierre Pinto.